# Tamilnadia uliginosa
Tamilnadia uliginosa är en måreväxtart som först beskrevs av Anders Jahan Retzius, och fick sitt nu gällande namn av Deva D. Tirvengadum och Claude Henri Léon Sastre. Tamilnadia uliginosa ingår i släktet Tamilnadia och familjen måreväxter. Inga underarter finns listade i Catalogue of Life.